# لوس إسبارتاليس (محطة مترو أنفاق مدريد)
لوس إسبارتاليس (بالإسبانية: Los Espartales)‏ هي محطة مترو أنفاق في مدريد في إسبانيا، تقع على الخط رقم 12.